# Ярди Валерій Миколайович
Ярди Валерій Миколайович (18 січня 1948 — 1 серпня 1994) — російський велогонщик.
Олімпійський чемпіон 1972 року в роздільній командній гонці, учасник 1968 року.
Чемпіон світу з велоперегонів на шосе 1970 року в роздільній командній гонці.